# 屋敷華
屋敷 華（やしき はな、1991年7月22日 - ）は、日本のピアニスト、編曲家、作曲家。

## 来歴
東京都立芸術高等学校を経て桐朋学園大学音楽学部音楽学科ピアノ科卒業。
３歳で自作曲「じょろりの歌」をパルテノン多摩大ホールにて発表。
５歳で自作曲「虹のブランコ」をTV朝日にて発表。
及川音楽事務所新人オーディション最優秀新人賞、第２３回ペトロフピアノコンクール審査員特別賞等数々の賞を受賞。
ウィーン国立音楽大学ディプロマ取得。
クラシックからジャズ、タンゴ等幅広いジャンルでコンサートホールや豪華クルーズ船、大手外資ホテル等にて演奏活動をする他、TV朝日系列「関ジャニ∞の仕分け」「お願い！ランキング」「Theモーツァルト音楽王NO,1決定戦」「関ジャム完全燃SHOW」「音楽チャンプ」において音楽監修、編曲、ピアノ指導。
2024年、カフェの店内BGMとして作曲・演奏をした『Latte art』がiTunesジャズ トップソングで1位を獲得。

## ディスコグラフィ

### 作曲
- Life（2021年）
- restart（2021年）
- inspire（2022年）
- Latte art（2024年）